# شیشه لاکوبل
شیشه پشت‌رنگ‌شده (انگلیسی: Back painted glass) که در ایران با عنوان شیشه لاکوبِل شناخته می‌شود نوعی شیشه روان است که پشت آن رنگ می‌شود و در کوره قرار داده می‌شود تا رنگ با شیشه پخته شود و روی آن برای نمایان (اکسپوز) بودن بهینه‌سازی شده‌است. شیشهٔ لاکوبل می‌تواند مات یا شفاف باشد. شیشه‌های لاکوبل به‌شکلی گسترده برای پوشش عناصر معماری، روی میز و کانتر، فضاسازی و اینستالیشن‌های هنری استفاده می‌شوند و جایگزینی برای مصالح لایه‌سازی یا کاشی‌کاری هستند.
کلمهٔ لاکوبِل (به فرانسوی: lacobel) برند ثبت‌شدهٔ شرکت آساهی گلس است که نخستین بار این مصالح را تولید کرد.